# Fjodor Aronowitsch Rotstein

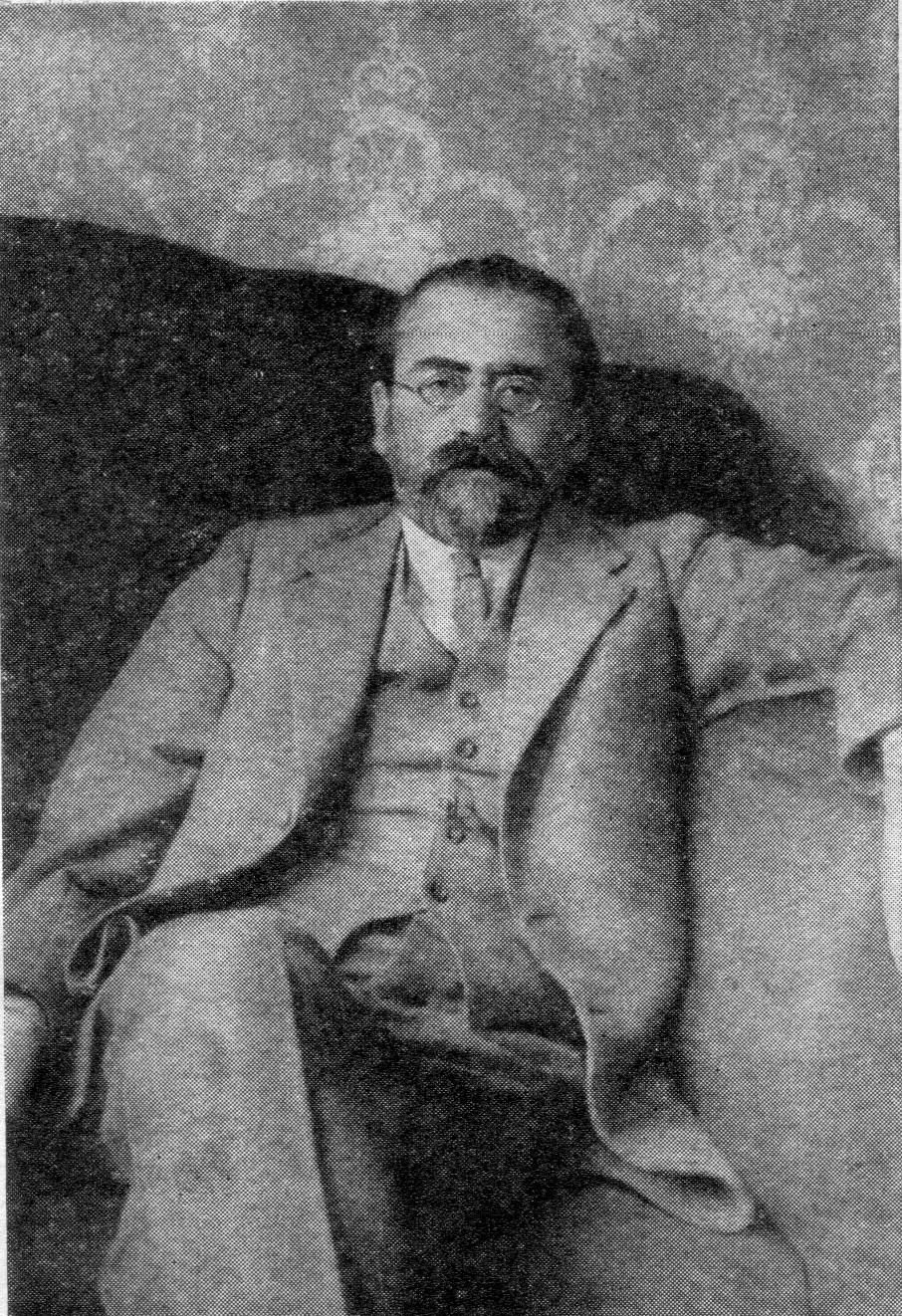
Fjodor Rotstein (um 1910)

Fjodor Aronowitsch Rotstein (russisch Фёдор Аронович Ротштейн, häufig auch in der deutschen Namensform Theodor Rothstein; * 26. Februar 1871 in Kowno, Russisches Kaiserreich; † 30. August 1953 in Moskau) war ein russischer Journalist, Schriftsteller, Kommunist und sowjetischer Botschafter im Iran.

## Leben
Fjodor Aronowitsch Rotstein wurde 1871 in Kowno (heute Kaunas im heutigen Litauen), als Sohn einer jüdischen Familie geboren. Über seine Eltern und seine Kindheit und Jugendzeit ist nichts bekannt.
1890 musste er aus politischen Gründen sein Land verlassen und reiste nach England. Er arbeitete dort als Journalist im Bereich Außenpolitik. Er wurde Mitglied der National Union of Journalists. Er veröffentlichte zahlreiche Artikel in der Justice (1907–1913), The Call (1917–1920) und Social Democrat (1898–1909). Des Weiteren war er als Korrespondent von London aus für einige radikale russische Zeitungen tätig. Rotstein schrieb zahlreiche Artikel für die Die Neue Zeit (1901–1914), dem Organ der Sozialdemokratischen Partei Deutschlands, welches die Richtung eines konsequenten Marxismus vertrat und in dem alle bedeutenden Debatten zum Thema Marxismus und Sozialismus seiner Zeit stattfanden. Rotstein arbeitete auch als Übersetzer russischer Texte für das Foreign Office and the War Office in London.
1895 wurde er Mitglied in der von Henry Hyndman (1842–1921) 1884 gegründeten Social Democratic Federation. Er besetzte als prominenter Theoretiker und Vordenker den linken Flügel der Partei und arbeitete ab 1900 für einige Zeit im Vorstand mit. Er vollzog auch den Wechsel zu Hyndmans 1911 neu gegründeten British Socialist Party, verließ aber die Partei 1914, nachdem Hyndman die britische Regierung im Eintritt in den Ersten Weltkrieg (1914–1918) unterstützte und die Partei sich zunehmend nationalistisch und chauvinistisch entwickelte.
1901 trat er als britisches Mitglied in die Sozialdemokratische Arbeiterpartei Russlands ein. Nach der Aufspaltung der Partei im November 1903 in die Fraktion der Bolschewiki und der Menschewiki, unterstützte Rotstein die Lenin-Fraktion der Bolschewiki. Lenin (1870–1924) selbst suchte auf seinem Englandbesuch 1905 den engen Kontakt zu Rotstein und besuchte ihn regelmäßig.
1910 erregte er Aufsehen, in dem er mit Egypt's Ruin eine sorgfältige Analyse anhand von Korrespondentenberichten Londoner Zeitungen über Ägypten und britischen Regierungsunterlagen nachwies, wie Ägypten nach der Okkupation durch die Briten systematisch ausgebeutet wurde. Obwohl Rotstein ein überzeugter Gegner des Ersten Weltkriegs war, arbeitete er für das Außenministerium und das Kriegsministerium als russischer Übersetzer und Dolmetscher.
1920, einer Einladung nach Moskau folgend, konnte er auf Grund des russischen Bürgerkriegs (1917–1923) und dessen politischen Verwicklungen nicht wieder zurück nach England reisen. Er blieb in Russland, wurde Mitglied der Kommunistischen Partei der Sowjetunion, übernahm den Vorsitz der Universitätsreformkommission (1920–1921), lehrte als Professor an der Lomonossow-Universität  und wurde von 1921 bis 1922 sowjetischer Botschafter im Iran und war von 1922 an Mitglied des Kollegiums vom Kommissariat für Außenpolitik. Rotstein wurde zum Direktor des Instituts für Weltökonomie und Weltpolitik in Moskau berufen und wurde 1939 zum Mitglied der Akademie der Wissenschaften der UdSSR gewählt. Er wurde mit dem Leninorden und dem Orden des Roten Banners der Arbeit ausgezeichnet.

## Werke
- Theodor Rothstein: Der südafrikanische Krieg und der Niedergang des englischen Liberalismus. In: Die Neue Zeit. Wochenschrift der deutschen Sozialdemokratie. 19. Jg. (1900–1901), 2. Band (1901), Heft 41, S. 452–457. FES
- Theodor Rothstein: Englischer Sozialismus in Vergangenheit und Zukunft. In: Die Neue Zeit. Wochenschrift der deutschen Sozialdemokratie. 20. Jg. (1901–1902), 1. Band (1902), Heft 9, S. 261–266. FES
- The Decline of British Industry. Twentieth Century Press, London 1903 (englisch).
- Theodor Rothstein: Der Niedergang der britischen Industrie. In: Die Neue Zeit. Wochenschrift der deutschen Sozialdemokratie. 22. Jg. (1903–1904), 1. Band (1904), Heft 2, S. 46–52. FES
  - Theodor Rothstein: Der Niedergang der britischen Industrie. In: Die Neue Zeit. Wochenschrift der deutschen Sozialdemokratie. 22. Jg. (1903–1904), 1. Band (1904), Heft 3, S. 80–85. FES
  - Theodor Rothstein: Der Niedergang der britischen Industrie. In: Die Neue Zeit. Wochenschrift der deutschen Sozialdemokratie. 22. Jg. (1903–1904), 1. Band (1904), Heft 4, S. 120–125. FES
  - Theodor Rothstein: Der Niedergang der britischen Industrie. In: Die Neue Zeit. Wochenschrift der deutschen Sozialdemokratie. 22. Jg. (1903–1904), 1. Band (1904), H. 7, S. 210–217. FES
  - Theodor Rothstein: Der Niedergang der britischen Industrie. In: Die Neue Zeit. Wochenschrift der deutschen Sozialdemokratie. 22. Jg. (1903–1904), 1. Band (1904), Heft 8, S. 249–253. FES
  - Theodor Rothstein: Der Niedergang der britischen Industrie. In: Die Neue Zeit. Wochenschrift der deutschen Sozialdemokratie. 22. Jg. (1903–1904), 1. Band (1904), Heft 10, S. 308–313. FES
- Theodor Rothstein: Partei und Einigkeit in England In: Die Neue Zeit. Wochenschrift der deutschen Sozialdemokratie. 23. Jg. (1904–1905), 2. Band (1905), Heft 36, S. 316–322. FES
- Theodor Rothstein: Arbeitslosigkeit und Sozialismus in England. In: Die Neue Zeit. Wochenschrift der deutschen Sozialdemokratie. 24. Jg. (1905–1906), 1. Band(1906), Heft 12, S. 392–398. FES
- Theodor Rothstein: Die englischen Wahlen und die Arbeiterpartei. In: Die Neue Zeit. Wochenschrift der deutschen Sozialdemokratie. 24. Jg. (1905–1906), 1. Band (1906), Heft 24, S. 787–791. FES
- Theodor Rothstein: Das proletarische Kind.In: Die Neue Zeit. Wochenschrift der deutschen Sozialdemokratie. 24. Jg. (1905–1906), 2. Band(1906), Heft 43, S. 548–557. FESS
- Theodore Rothstein: Egypt's ruin, a financial and administrative record. A. C. Field, London 1910. Archive.org
- The Russian Revolution. Twentieth Century Press, London 1907 (englisch).
- Theodor Rothstein: Die Engländer in Ägypten. (=Ergänzungshefte zur Neuen Zeit Nr. 10, Stuttgart 1911. FES)
- Theodor Rothstein: Aus der Vorgeschichte der Internationale. (=Ergänzungshefte zur Neuen Zeit Nr. 17. Stuttgart 1913. FES)
- Theodor Rothstein: Die deutsch-englische Annäherung. In: Die Neue Zeit. Wochenschrift der deutschen Sozialdemokratie. 31. Jg. (1912–1913), 2. Band (1913), Heft 32, S. 197–202. FES
- Theodor Rothstein: Chinas Erdrosselung. In: Die Neue Zeit. Wochenschrift der deutschen Sozialdemokratie. 31. Jg. (1912–1913), 2. Band (1913), Heft 36, S. 343–348. FES
- Theodor Rothstein: Harry Quelch. In: Die Neue Zeit. Wochenschrift der deutschen Sozialdemokratie. 32. Jg. (1913–1914), 1. Band (1914), Heft 1, S. 16–18. FES
- Fëdor A. Rotstejn: Tarih al-Masala al-Misriya 1875–1910 / Tiyudur@Rutstain. Wa naqla ila al-arabiya Abd-al-Hamid al-Abadi Matbaa al-Itimad, al-Qahira 1923.
- Fëdor A. Rotstejn: Aravija i evropejskie derzavy; Sbornik. S predisl. F. Rotstejna. Krasnaja Nov, Moskva 1924. (=Socialist. Akad. Biblioteka mezdunarodnoj politiki) (Arabien und die europäischen Mächte)
- Fëdor A. Rotstejn: Angličane v Egipte. Gos. izd., Moskva-Leningrad 1925. (England und Ägypten)
- Fëdor A. Rotstejn: Zachvat i zakabalenie Egipta. Perev. s angl. pod red. i s dopoln. avt. Gos. Izd., Moskva, Leningrad 1925. (Die Annexion und Unterjochung)
- From Chartism to Labourism - Historical Sketches of the English Working Class Movement. Dorrot Press, London 1929 (englisch).
  - Th. Rothstein: Beiträge zur Geschichte der Arbeiterbewegung in England. Verlag für Literatur und Politik, Wien 1929 (=Marxistische Bibliothek)
- Alex Radó: Der Imperialismus. Verlag für Literatur und Politik, Wien 1930. (Vorwort von Fëdor A. Rotstejn) (Atlas für Politik, Wirtschaft, Arbeiterbewegung 1)(Reprint Haack, Gotha 1980)
- Fëdor A. Rotštejn: Iz istorii prussko-germanskoj imperii. 1. Dve prusskie vojny. 2. Gitler i ego predšestvenniki Izdat. Akad. Nauk SSSR, Moskva 1948.
  - F. A. Rotstein: Aus der Geschichte des Preußisch-Deutschen Reiches. Zwei preußische Kriege. Volk und Wissen, Berlin 1952.
- Fëdor A. Rotštejn, N. M. Asafova: Vjačeslav Petrovič Volgin. Izdat. Akad. Nauk SSSR, Moskva 1954.
- F. A. Rotstejn: Mezdunarodnye otnosenija v konce XIX veka . Akademii Nauk SSSR, Moskva 1960. (=Die internationalen Beziehungen am Ende d. 19. Jhs.)